# Mirror Ball (Def-Leppard-Album)
Mirror Ball (englisch für: „Diskokugel“), auch bekannt als Mirror Ball: Live & More, ist das erste Livealbum der britischen Hard-Rock-Band Def Leppard. Mirror Ball wurde als CD-Album mit DVD, als Vinyl-Album mit drei Platten, und in einer limitierten Fassung mit einem Gatefold-Cover veröffentlicht.

## Hintergrund
Die für dieses Album verwendeten Liveaufnahmen wurden während der Songs-from-the-Sparkle-Lounge-Tournee an verschiedenen, nicht näher benannten Orten der Welt aufgenommen. Diese Tournee fand im Zeitraum vom 27. März 2008 bis zum 12. September 2009 in insgesamt sieben eigenständigen Abschnitten statt; die Band bereiste dabei im ersten Abschnitt ausschließlich die USA, im zweiten Abschnitt verschiedene Länder Europas, im dritten Kanada und noch einmal die USA, im vierten dann Japan, und im fünften Abschnitt Ozeanien. Der sechste Abschnitt bestand nur aus zwei Konzerten, nämlich einem in Dublin sowie einem Auftritt beim Download-Festival in Donington. Die Gruppe schloss die Konzertreise mit weiteren Auftritten in den USA und Kanada ab. Insgesamt trat sie während der Tournee bei 132 Konzerten auf.
Zum Aufnahmeverfahren erklärte Joe Elliott, die Band habe 30 bis 40 Konzerte aufgezeichnet, aus denen die besten Aufnahmen priorisiert wurden, um später eine Auswahl für das Album zu treffen: „Wir haben uns den selben Song in 15 verschiedenen Versionen angehört und uns jeweils für die beste Fassung entschieden.“ Und: „Wir haben nicht nach der perfekten Darbietung gesucht, sondern nach der perfekten Atmosphäre eines Songs, weil wir das Publikum auch aufgenommen haben. Wenn wir also ›Bringing On The Heartbreak‹ besser hätten spielen oder singen können, das Publikum aber voll dabei war und nicht besser hätte sein können, dann ist das der Grund, warum wir diese Version für das Album ausgewählt haben.“
Neben den 21 Live-Titeln enthält das Album noch drei im Studio aufgenommene neue Lieder: Undefeated, das als Single schon vor Erscheinen des Albums veröffentlicht wurde, Kings of the World, sowie It’s All About Believin’. Diese Titel wurden im privaten Tonstudio des Sängers Joe Elliott, „Joe’s Garage“, aufgenommen.
Das Album wurde von Def Leppard und Ronan McHugh produziert. McHugh hatte diese Aufgabe bereits beim Studioalbum Songs from the Sparkle Lounge innegehabt.
Das am 17. Juni 2011 in Europa veröffentlichte CD-Album enthält zusätzlich eine DVD mit Ausschnitten von der Sparkle Lounge-Tournee, vier Live-Titeln (Rock! Rock! (Till You Drop), Armageddon It, Pour Some Sugar on Me und Hysteria) und zwei Musikvideos (Nine Lives und C'mon C'mon). Die Livestücke wurden ebenfalls während der Songs-from-the-Sparkle-Lounge-Tour aufgezeichnet.

## Titelliste

### CD 1
1. Rock! Rock! (Till You Drop) (Steve Clark, Rick Savage, Robert John „Mutt“ Lange, Joe Elliott) – 3:55
2. Rocket (Joe Elliott, Phil Collen, Steve Clark, Rick Savage, Robert John „Mutt“ Lange) – 4:29
3. Animal (Joe Elliott, Phil Collen, Steve Clark, Rick Savage, Robert John „Mutt“ Lange) – 4:02
4. C'mon C'mon (Rick Savage) – 4:00
5. Make Love Like a Man (Joe Elliott, Phil Collen, Steve Clark, Robert John „Mutt“ Lange) – 5:56
6. Too Late for Love (Joe Elliott, Pete Willis, Steve Clark, Rick Savage, Robert John „Mutt“ Lange) – 5:17
7. Foolin'  (Joe Elliott, Steve Clark, Robert John „Mutt“ Lange) – 5:06
8. Nine Lives (Phil Collen, Joe Elliott, Tim McGraw) – 3:35
9. Love Bites (Joe Elliott, Phil Collen, Steve Clark, Rick Savage, Robert John „Mutt“ Lange) – 7:28
10. Rock On (David Essex) – 5:10

### CD 2
1. Two Steps Behind (Joe Elliott) – 4:29
2. Bringin' On the Heartbreak (Joe Elliott, Pete Williams, Steve Clark) – 5:08
3. Switch 625 (Steve Clark) – 4:14
4. Hysteria (Joe Elliott, Phil Collen, Steve Clark, Rick Savage, Robert John „Mutt“ Lange) – 6:20
5. Armageddon It (Joe Elliott, Phil Collen, Steve Clark, Rick Savage, Robert John „Mutt“ Lange) – 5:19
6. Photograph (Joe Elliott, Pete Willis, Steve Clark, Rick Savage, Robert John „Mutt“ Lange)
7. Pour Some Sugar on Me (Joe Elliott, Phil Collen, Steve Clark, Rick Savage, Robert John „Mutt“ Lange) – 5:05
8. Rock of Ages (Joe Elliott, Steve Clark, Pete Willis, Robert John „Mutt“ Lange) – 6:11
9. Let's Get Rocked (Joe Elliott, Phil Collen, RicK Savage, Robert John „Mutt“ Lange) – 6:11
10. Action (Andy Scott, Brian Connolly, Steve Priest, Mick Tucker) – 4:01
11. Bad Actress (Joe Elliott) – 3:31
12. Undefeated (Joe Elliott) – 4:40 (Studio)
13. Kings of the World (Rick Savage) – 6:12 (Studio)
14. It's All About Believin'  (Phil Collen, Vanston) – 4:22 (Studio)

### Videoalbum
Behind the Scenes on the Songs-from-the-Sparkle-Lounge-Tour 2008–2009, including Live Performances of:
- Rock! Rock! (Till You Drop)
- Armageddon It
- Pour Some Sugar on Me
- Hysteria

Music Videos:
- Nine Lives
- C'mon C'mon

## Rezeption
Mirror Ball stieg eine Woche nach der Veröffentlichung in den USA auf Platz 16 in die Billboard-Album-Charts ein und erreichte gleichzeitig die Spitzenposition in den Hardrock-Album-Charts.
Das Magazin Rocks schrieb in einer Rezension zum Album, es sei eine „Live-Werkschau mit Lücken“ und kritisierte, dass die Band bei der Songauswahl gleich mehrere Alben der über dreißig Jahre langen Karriere unberücksichtigt gelassen hat:

„Wenig überraschend ist, dass Pyromania und Hysteria klar im Mittelpunkt der Songauswahl stehen: Gleich elf der 21 Nummern stammen von ihren beiden größten Klassikern. Eine Enttäuschung (aber ebenso wenig überraschend) ist das Ignorieren gleich mehrerer Alben ihrer Karriere. Neben dem Debüt On Through the Night werden auch die Jahre 1996 bis 2002 mit den LPs Slang, Euphoria und X komplett übergangen. Vom jüngsten Werk Songs from the Sparkle Lounge gibt es immerhin drei Lieder zu hören. […] Mirror Ball ist empfehlenswert, aber nicht essentiell. Wer Def Leppard auf ihrem Live-Zenit erleben will, sollte sich das Video In the Round oder die Deluxe-Edition von Pyromania samt dem grandiosen 1983er Mitschnitt aus dem L.A. Forum besorgen.“